# Jasdan
Jasdan ist ein Ort mit etwa 48.000 Einwohnern (Zensus 2011) im indischen Bundesstaat Gujarat. Er liegt im Distrikt Rajkot.
Jasdan war Hauptstadt des früheren Fürstenstaates Jasdan.